# David Lapham
David Lapham é um quadrinista norte-americano. Seu trabalho mais conhecido é a série Balas Perdidas (Stray Bullets), cuja edição brasileira fez com que ele ganhasse o Troféu HQ Mix de melhor roteirista estrangeiro em 2000.